# Estádio Walter Bichão
O Estádio Municipal Walter Bichão é o estádio da cidade de Macau, no Rio Grande do Norte, que recebe as partidas do Macau Esporte Clube no Campeonato Potiguar de Futebol. Segundo uma notícia da Tribuna do Norte, o Walter Bichão teria aumentado a sua capacidade de 1 000 para 10 000 torcedores, devido a construção de um novo lance de arquibancada.